# Liste der Kirchengebäude in Hoyerswerda
Die Liste der Kirchengebäude in Hoyerswerda listet nach Kirchengemeinden oder Zusammenkünften unterteilt die Kirchengebäude oder Versammlungsstätten anderer Glaubensgemeinschaften in der Stadt Hoyerswerda auf.
| Apostelamt Jesu Christi Kirchengemeinde Hoyerswerda, Friedrichsstraße 41                           | Kreuzkirche                                                           | ehem. Kreuzkirche                                           |
| Evangelische freie Christus-Gemeinde Hoyerswerda, Kirchstraße 3                                    |                                                                       |                                                             |
| Evangelisch-Freikirchliche Gemeinde (Brüdergemeinde) Hoyerswerda, Steinstraße 3                    |                                                                       | Evangelisch-Freikirchliche Gemeinde-Brüdergemeinde          |
| Evangelische Kirchengemeinde Hoyerswerda-Neustadt, Dietrich-Bonhoeffer-Straße                      | Martin-Luther-King-Haus                                               | Einweitung 1989                                             |
| Evangelische Kirchengemeinde Schwarzkollm                                                          | Kirche zu Schwarzkollm                                                | Kirche zu Schwarzkollm                                      |
| Evangelische Johanneskirchgemeinde, Kirchplatz 1                                                   | Johanneskirche Hoyerswerda                                            | Johanniskirche Hoyerswerda                                  |
| Evangelische Johanneskirchgemeinde, Kirchplatz 1                                                   | Lutherhaus Hoyerswerda, Kirchplatz 3                                  | Lutherhaus Hoyerswerda                                      |
| Gemeinschaft der Siebenten-Tags-Adventisten Hoyerswerda, Heinrich-Heine-Straße 64                  |                                                                       | Gemeinschaft der Siebenten-Tags-Adventisten                 |
| Katholische Pfarrgemeinde „Heilige Familie“, Karl-Liebknecht-Straße 17                             | Katholisches Gemeindezentrum „St. Thomas Morus“, Merzdorfer Straße 49 | Katholisches Gemeindezentrum „St. Thomas Morus“             |
| Katholische Pfarrgemeinde „Heilige Familie“, Karl-Liebknecht-Straße 17                             | Pfarrkirche Heilige Familie Hoyerswerda, Karl-Liebknecht-Straße 17    | Pfarrkirche „Heilige Familie“ Hoyerswerda                   |
| Katholische Pfarrgemeinde „St. Mariä Himmelfahrt“ Wittichenau                                      | Kapelle „Christus König“ Dörgenhausen                                 | Kapelle „Christus König“ Dörgenhausen                       |
| Landeskirchliche Gemeinschaft Hoyerswerda innerhalb der evangelischen Kirche e.V., Bleichgäßchen 6 | Gemeinschaftshaus                                                     | Landeskirchliche Gemeinschaft Hoyerswerda Gemeinschaftshaus |
| Neuapostolische Kirche Berlin-Brandenburg Gemeinde Hoyerswerda, Johann-Sebastian-Bach-Straße 36    | Neuapostolische Kirche                                                | Neuapostolische Kirche Hoyerswerda                          |
| Pfingstgemeinde-Charismatisches Zentrum Hoyerswerda, Collinsstraße 27                              | Charismatisches Zentrum Hoyerswerda                                   | Pfingstgemeinde-Charismatisches Zentrum Hoyerswerda         |
| Zeugen-Jehovas-Versammlung Hoyerswerda-Ost, Hoyerswerda-West, Spremberg                            | Königreichssaal Hoyerswerda                                           | Königreichssaal Hoyerswerda                                 |